# Eupelmus floridanus
Eupelmus floridanus is een vliesvleugelig insect uit de familie Eupelmidae. De wetenschappelijke naam is voor het eerst geldig gepubliceerd in 1880 door Howard.